# 13658 Сильвестер
13658 Сильвестер (13658 Sylvester) — астероїд головного поясу, відкритий 18 березня 1997 року.
Тіссеранів параметр щодо Юпітера — 3,663.
Названий на честь Джеймса Джозефа Сильвестра